# Mont Gangan
Le mont Gangan, qui culmine à 1 117 mètres d'altitude, est une montagne de Guinée et l'un des points culminants du côté atlantique de la Guinée maritime.
Le mont Gangan est le champ d’entraînement des soldats de la première région militaire,.

## Histoire

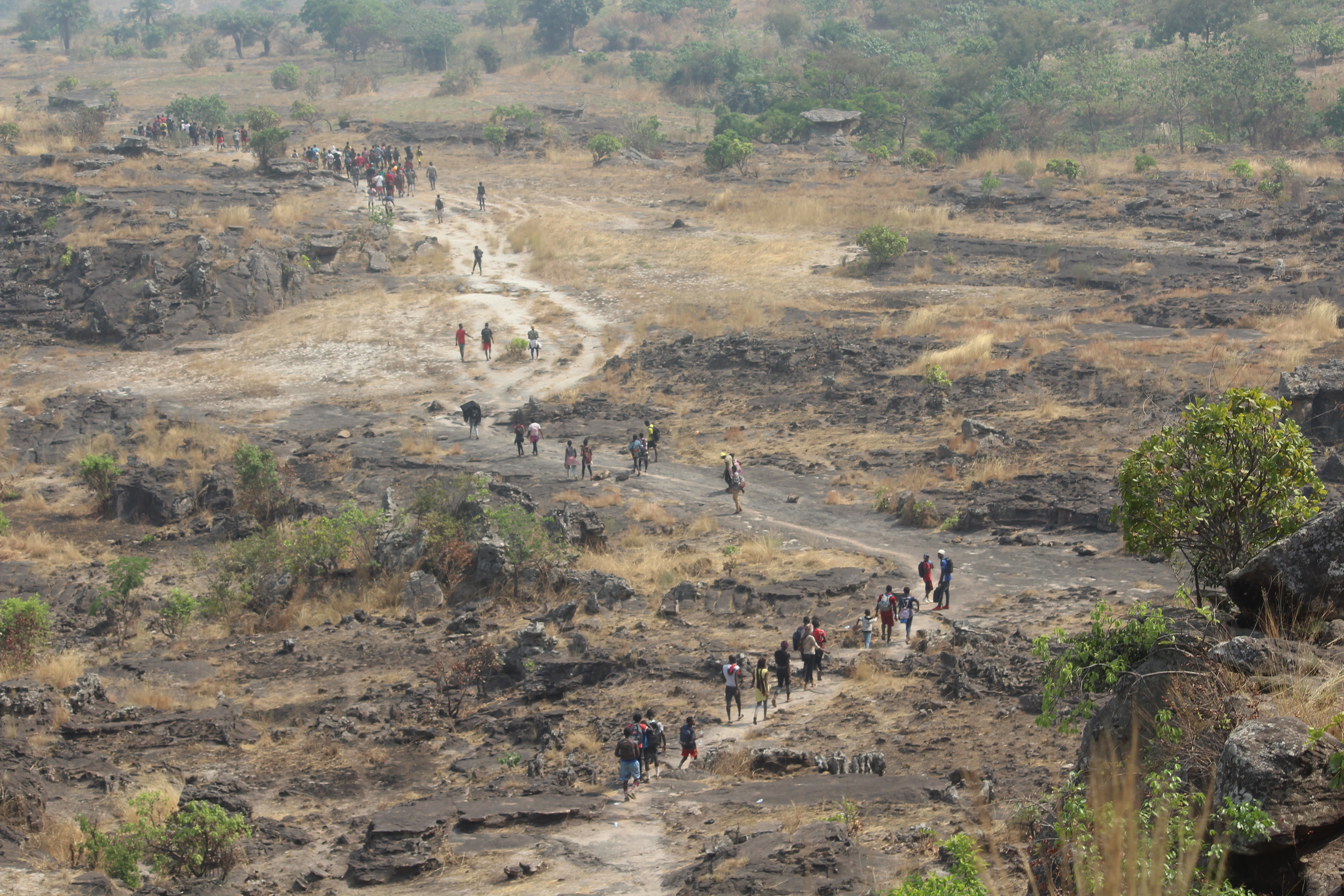
Sentier du mont Gangan.

Le mont Gangan a été le théâtre, à plusieurs reprises, d'événements dramatiques. En 2002, d'importants charniers ont été découverts au pied de la montagne : plusieurs centaines de personnes, dont des militaires, y étaient ensevelies, vraisemblablement exécutées à l'époque du régime de Sékou Touré, peut-être en 1985.